# Браун, Рэймонд
Рэймонд Юджин Браун (англ. Raymond Eugene Brown; 11 января 1946 года, Эшленд, штат Алабама — не ранее 2006 года) — американский серийный убийца, совершивший в период с 1 октября 1960 года по 9 августа 1987 года 5 убийств на территории двух городов в  штате Алабама. Исключительность делу Брауна придаёт тот факт, что на момент совершения первых убийств ему было всего лишь 14 лет. У Рэймонда Брауна преобладала тяжёлая совокупность социально-психологических свойств и качеств, так как тремя его жертвами стали его близкие родственники.

## Детство
Рэймонд Юджин Браун родился 11 января 1946 года в городе Эшленд, штат Алабама. Детство провёл в социально-благополучной обстановке. Имел трёх братьев. Посещал школу «Skinny Junior High school». В школьные годы Браун занимался спортом, благодаря чему к 14 годам имел атлетическое телосложение, входил в школьную команду по американскому футболу и пользовался популярностью в школе. Он не был замечен в проявлении девиантного поведения по отношению к окружающим. Большинство его друзей и знакомых того периода отзывались о нём крайне положительно.

## Убийства 1 октября 1960 года
Поздним вечером 1 октября 1960 года Рэймонд Браун с целью кражи денег для покупки футбольных бутс проник в дом, где проживали его тётя (31-летняя Берта Мэй Мартин), бабушка (63-летняя Этель Огл) и прабабушка (82-летняя Эверлин Огл). Во время обыска дома его действия привлекли внимание его тёти Берты Мэй Мартин, которая, проснувшись, отправилась на кухню, чтобы установить источник шума, где и обнаружила Рэймонда, который совершил на неё нападение и зарезал женщину, нанеся ей в общей сложности 123 удара кухонным ножом. После совершения убийства Браун, с целью устранить бабушку и прабабушку как потенциальных свидетелей, проник в их комнаты, где зарезал женщин, нанеся им множественные ножевые ранения. После совершения убийств Рэймонд Браун провёл над трупами убитых им женщин ряд постмортальных манипуляций, в частности перерезал горло каждой из них. Тела убитых были обнаружены рано утром 2 октября 1961 года матерью Рэймонда — Эммой Лу Браун, которая вызвала полицию. В ходе расследования полиция обнаружила множественные кровавые отпечатки подошв обуви, которые по мнению полиции принадлежали подростку. В ходе дальнейшего расследования под подозрение попал Рэймонд Браун, после того как сотрудники правоохранительных органов опросили ряд его одноклассников, друзей и знакомых, которые заявили, что непосредственно перед убийствами Браун намеревался навестить свою тётю и отправился туда сразу после окончания футбольной тренировки в школе. На основании этих показаний Рэймонд был задержан полицией днём 7 октября 1960 года в спортивном зале школы, после чего был доставлен в полицейский участок, где в ходе допроса сознался в совершении трёх убийств и поведал обстоятельства и детали их совершения.
На тот момент на территории штата Алабама  законоположения и процессуальные нормы, регламентирующие обращение с несовершеннолетними позволяли привлечь Брауна к уголовной ответственности как совершеннолетнего из-за тяжести совершенных им преступлений. После предъявления ему обвинений 10 октября того же года прокуратура округа Клей совместно с окружным прокурором провела собрание, на котором решалась стратегия его судебного преследования. Адвокат Брауна ходатайствовал о том, чтобы Браун предстал перед судом по делам несовершеннолетних, в то время как представители прокуратуры требовали привлечь его к уголовной ответственности как совершеннолетнего, что позволило бы вынести ему смертный приговор. В конечном итоге Рэймонд Браун был привлечен к суду как совершеннолетний. На основании его признательных показаний и ряда других улик, изобличающих его в совершении убийств, в феврале 1961 года Браун был признан виновным и получил в качестве уголовного наказания пожизненное лишение свободы с правом условно-досрочного освобождения. Во время тюремного заключения Браун освоил профессию автомеханика, прошел ряд реабилитационных программ и заслужил репутацию образцового заключенного, благодаря чему получил условно-досрочное освобождение и вышел на свободу в 1973 году.
После освобождения Браун вернулся в Эшленд, где некоторое время проживал со своей матерью. Вскоре он переехал в город Монтгомери, где нашел работу автомеханика в одной из автомастерских города и снял квартиру. В конце 1970-х Рэймонд начал вести маргинальный образ жизни и злоупотреблять алкогольными напитками. Будучи в состоянии алкогольного опьянения Браун демонстрировал девиантное поведение и подвергал девушек сексуальным домогательствам. В 1980 году Браун совершил нападение на управляющую многоквартирного дома, где он снимал квартиру. В ходе нападения Рэймонд изнасиловал женщину и совершил попытку ее удушения. После того как жертва потеряла сознание, Браун пребывая в уверенности, что женщина мертва - после чего покинул место преступления, однако женщина вскоре пришла в сознание и обратилась в полицию, на основании чего Браун был вскоре арестован и возвращен в тюрьму для продолжения отбывания уголовного наказания за нарушение условий условно-досрочного освобождения. Отбыв в тюремном заключении 6 лет, Рэймонд Браун в июне 1986 года снова получил условно-досрочное освобождение и вышел на свободу, после чего вернулся в Монтгомери.
После повторного освобождения Браун  нашел жилье и работу в одной из автомастерских города. В конце того же года Рэймонд познакомился с 31-летней Линдой ЛаМонте, матерью-одиночкой, которая воспитывала 9-летнюю дочь. Вскоре у Брауна  начались интимные отношения с ЛаМонте и он переехал в ее апартаменты в начале лета 1987 года. В этот период он не был замечен в проявлении агрессивного поведения по отношению к окружающим. Соседи, друзья и родственники Линды ЛаМонте характеризовали Брауна крайне положительно.

## Убийство Линды ЛаМонте и Шейлы Смоук
Вечером 9 августа 1987 года в доме Линды ЛаМонте, Рэймонд Браун убил ее и ее 10-летнюю дочь Шейлу Смоук. Браун нанес Линде ЛаМонте  множественные колото-резаные ранения  в области влагалища, прямой кишки и грудной клетки, после чего перерезал ей горло, нанеся разрез длиной 23 сантиметра. Брюшная полость Линды ЛаМонте была полностью вскрыта разрезом длиной 69 сантиметров, который начинался в нижней части шеи и заканчивался справа от лобка в нижней части живота. После совершения убийства Линды, Браун отправился в спальню 10-летней Шейлы Смоук, где изнасиловал ребенка, после чего также нанес ей с помощью ножа множественные ножевые ранения груди, горла и живота, после чего оставил орудие убийства в теле убитой девочки. Совершив убийства, Рэймонд Браун сфотографировал труп Линды ЛаМонте с помощью полароида и прикрепил полученную фотографию к экрану телевизора в комнате, после чего разбросал игральные карты вокруг тел убитых и оставил на месте преступления листок бумаги, с написанными на нем именами «Рэймонд», «Шейла» и «я». На момент совершения убийств в доме также находился 6-летний Аарон ЛаМонте, сын Линды ЛаМонте от предыдущего брака с Дэвидом ЛаМонте, который проводил выходные с сыном и вернул его матери 9 августа 1987 года, за день до совершения убийств, однако Рэймонд Браун не причинил  никакого вреда здоровью Аарона. На следующий день после того, как Линда ЛаМонте не появилась на своем рабочем месте, а ее дети не явились в школу, родители Линды явились в ее дом, где обнаружили Аарона и трупы убитых. В ходе предварительного расследования полиция допросила Дэвида ЛаМонте, который в ходе разговора с представителями правоохранительных органов заявил, что Рэймонд Браун находился в доме Линды, когда он 9 августа привез ей Аарона. На основании его показаний Браун был объявлен в розыск. Кроме свидетельских показаний, полиция обнаружила ряд улик, изобличающих Брауна в совершении убийств. На фотографии и на пленке, найденной внутри фотоаппарата были обнаружены отпечатки пальцев, которые принадлежали Брауну.

## Арест
После того как Рэймонд Браун был объявлен в розыск, полиция установила, что около 6:15 утра 10 августа 1987 года, до обнаружения тел убитых, Браун попал в дорожно-транспортное происшествие на территории округа Элмор, (штат Алабама). Когда полиция прибыла на место происшествия, Браун  отдал офицерам полиции свои водительские права и рассказал обстоятельства случившегося. Он отказался от предоставления медицинской помощи и был отпущен на свободу, так как в ходе происшествия других пострадавших кроме него не было. Браун достал из багажника автомобиля пакет с продуктами, удочку и направился к озеру, после чего его автомобиль был отбуксирован на стоянку в полицейский участок. 12 августа 1987 года отдел шерифа округа Монтгомери совместно с другими правоохранительными органами США организовал масштабную поисковую операцию по поимке Брауна с привлечением вертолетов и кинологов с собаками. В ходе операции полиция сосредоточила свои поиски в малонаселенном районе с густым лесом  на восточной стороне озера Джордан, расположенном примерно на расстоянии 25 километров к северу от Монтгомери, откуда в ходе поисковой операции были эвакуированы около 140 отдыхающих. Браун был арестован днем 12 августа после того как он вышел из леса к станции технического обслуживания, где он купил сигареты и безалкогольный напиток. Внимание продавца и сотрудников станции технического обслуживания привлек неопрятный вид Рэймонда, после чего они обратились в полицию. Во время ареста он не оказал никакого сопротивления. После ареста Брауна, на его одежде и в салоне  его автомобиля были обнаружены капли крови. В ходе криминалистической экспертизы, впоследствии было установлено, что группа крови пятен  соответствует группе крови Линды ЛаМонте.

## Суд
Браун не признал свою вину в совершении убийств. Ссылаясь на амнезию, он настаивал на своей невменяемости и заявлял о том, что не помнит событий, которые произошли вечером 9 августа 1987 года. Во время судебного процесса Рэймонд Браун был подвергнут судебно-психиатрической экспертизе, по результатам которой у него было диагностировано «органическое расстройство личности», но в конечном итоге он был признан вменяемым. На основании этого и на основании улик, изобличающих его в совершении убийств, 13 мая 1988 года Рэймонд Браун был признан виновным по всем пунктам обвинения и был приговорен к смертной казни. После осуждения Браун был этапирован в камеру смертников тюрьмы «Holman Prison», где дожидался исполнения смертного приговора.

## В заключении
С целью отсрочить дату исполнения казни и добиться отмены приговора, в течение последующих нескольких лет Браун и его адвокаты подали ряд апелляций. В 1990 году он подал апелляцию на основании того, что судебный процесс прошел с рядом уголовно-процессуальных решений. Так он настаивал на том, что процесс отбора членов жюри присяжных заседателей прошел с рядом нарушений. Из-за  большого количества до судебной огласки и общественного резонанса, который это дело вызвало в обществе, из 66 потенциальных членов жюри 42  человека во время процесса отбора утвердительно ответили на вопрос о том, были ли они осведомлены о деталях преступления и о аспектах личности Брауна. Данный факт по мнению Брауна помешал жюри присяжных заседателей на судебном процессе рационально воспринимать и взвешивать доказательства, и вынести таким образом справедливый  вердикт о его виновности, основанный на доказательствах, а не на предвзятости, не на основе заранее принятой в обществе точки зрения относительно виновности Рэймонда Брауна. В качестве доказательств того, что интенсивная огласка по его делу  не позволила ему получить справедливое судебное разбирательство, Браун предоставил суду 53 газетных статьи с описанием убийств и обстоятельств его ареста, в которых: были приведены сведения  о предыдущих преступлениях подсудимого; были приведены заявления представителей правоохранительных органов о том, что Браун признал свою вину в совершении убийств Шейлы Смоук и Линды ЛеМонте;  были приведены заявления заместителя окружного прокурора и начальника полиции города Монтгомери о том, что Браун должен быть казнен на электрическом стуле, а место преступления представляет собой «одно из самых отвратительных, которые происходили в округе за последние десятилетия».
В конечном итоге апелляция Брауна была удовлетворена. Его смертный приговор был отменен и ему было назначено новое судебное разбирательство. Однако прокуратура округа Монтгомери подала встречную апелляцию в Верховный Суд США, который изучив материалы уголовного дела 10 июня 1991 года отменил решение апелляционного суда, подтвердив смертный приговор Брауна, однако 26 июля 1991 года Апелляционный суд по уголовным делам восстановил свое решение, отменив обвинительный приговор, После чего  уголовное дело было отправлено в суд округа Монтгомери для дальнейшего рассмотрения и вынесения вердикта о том, получил ли Браун справедливое судебное разбирательство из-за эффекта гласности, который мог привести к социальным предрассудкам в деле его осуждения.
В ходе нового судебного разбирательства Рэймонд Браун снова был признан виновным по всем пунктам обвинения и снова был приговорен к смертной казни. В 1995 году его адвокаты подали очередную апелляцию, апеллируя на том факте, что суд во время отбора присяжных заседателей не предоставил убедительных и веских причин для отказа ряду потенциальных присяжных заседателей, что по мнению Брауна и его адвокатов являлось уголовно-процессуальным решением и свидетельствовало о социальной и расовой предвзятости в деле его осуждения , однако апелляционный суд рассмотрев документ не нашел признаков расовой предвзятости, так как Рэймонд Браун и его жертвы являлись белыми, а из 12 членов жюри присяжных заседателей только лишь трое являлись чернокожими. Выслушав и полностью рассмотрев юридические доводы и фактические данные, представленные окружным судом округа , как показывают протоколы, апелляционный суд пришел к выводу, что суд  сформулировал четкие, убедительные и веские причины для отказа вхождения в состав жюри присяжных заседателей ряду потенциальных заседателей, вследствие чего апелляция Брауна  была отклонена, после чего Браун подал апелляцию на решение апелляционного суда в Верховный Суд штата Алабама, однако в ноябре 1996 года Верховный Суд штата Алабама подтвердил решение апелляционного суда о виновности Брауна.
В конце 1990-х адвокаты Рэймонда Брауна составили новый апелляционный документ. Очередная апелляция была подана в 1999 году. Рэймонд Браун  утверждал, что во время судебного процесса ему было отказано в его конституционном праве на участие в отборе потенциальных присяжных заседателей, задавать им вопросы и таким образом принимать участие со своим адвокатом в процессе отвода потенциальных присяжных заседателей по тем или иным причинам. Также он утверждал что во время суда были выявлены нарушения, так как впоследствии было установлено что один из присяжных заседателей во время отбора дал ложные сведения и скрыл от суда информацию о том, что он однажды стал жертвой ограбления, вследствие чего Браун настаивал на том, что это неправомерное поведение присяжного заседателя лишило его справедливого судебного разбирательства. В процессе рассмотрения документа, присяжный заседатель был найден и дал показания, он заявил что ограбление произошло в 1967 или 1968 году, вследствие чего из-за давности лет он не смог вспомнить  этот факт во время процесса отбора присяжных заседателей и утверждал что ложные показания дал ненамеренно. В конечном итоге апелляционный суд постановил что Браун имеет право добиваться освобождения от уголовной ответственности на следующих основаниях: Если факты, на которые ссылаются его адвокаты, не были известны им и Брауну во время судебного разбирательства или во время вынесения приговора. Так как его адвокаты не предоставили никаких доказательств того, что это факт представляет собой доказательство, которое было обнаружено в недавнее время, апелляционный суд постановил что факт неправомерного поведения присяжного заседателя, который был подвергнут ограблению за 20 или за 21 год до судебного процесса - не повлиял на окончательный вердикт о виновности Брауна. Помимо этого, суд постановил что для удовлетворения апелляции на основании выявленных фактах неправомерного поведения присяжных заседателей во время судебного процесса, Рэймонд Браун должен был предоставить доказательства своей непричастности к совершению убийств, однако он не признал свою вину, ссылаясь на амнезию, но заявил что улики и доказательства указывали на то, что убийства совершил он.
Также в своей апелляции Браун утверждал, что ему было отказано в его конституционном праве на эффективную помощь адвоката во время судебного разбирательства, однако он не предоставил никаких конкретных  доказательств в поддержку своих утверждений, только лишь общие утверждения. Так он настаивал на том, что его адвокат  не смог адекватно возражать во время суда против многочисленных случаев неправомерных действий прокурора;  не смог привести аргументы о том, что закон на территории штата Алабамы о применении уголовного наказания в виде смертной казни является неконституционным; не смог убедить жюри присяжных заседателей в том что смерть на электрическом стуле является жестокой и необычной, а также не возражал против вынесения ему смертного приговора. Однако апелляционный суд постановил, что все утверждения Брауна о бездействии своих защитников не являются доказательством их профессиональной некомпетентности. Браун утверждал что его адвокаты, назначенные ему государством на основании законодательных актов на территории штата Алабама - получали низкую оплату труда, недостаточную для того, чтобы представлять интересы обвиняемых, которым грозит уголовное наказание в виде смертной казни. Браун предоставил суду показания своего адвоката Билла Бланшара, который заявил что во время судебного разбирательства планировал посетить Эшленд и опросить жителей города, которые состояли в знакомстве с Рэймондом Брауном в середине-конце 1950-х годов, с целью узнать обстоятельства жизни Рэймонда на тот момент в попытке выявить факты случаев издевательств, которым Браун подвергался в детстве, что по его мнению могло привести в итоге к психическим, эмоциональным и поведенческим проблемам.  Бланшар заявил, что из-за низкой оплаты труда, он не смог провести полномасштабное расследование, вследствие чего был вынужден изменить тактику защиты. Однако Браун не смог представить никаких доказательств того, что он когда-либо подвергался физическим нападкам или издевательствам в детстве, вследствие чего суд постановил что доказательств неэффективности работы адвоката предоставлено не было и факт того  что результат судебного разбирательства был бы другим в случае если бы Билл Бланшар посетил Эшленд и опросил его родственников и знакомых того период - имеет малую вероятность. В конечном итоге апелляция Рэймонд Брауна в очередной раз была отклонена.
После 2006 года достоверных сведений о дальнейшей судьбе Рэймонда Юджина Брауна нет. Его смертный приговор не был приведён в исполнение, но по состоянию на февраль 2021 года его имя отсутствовало среди заключённых, приговорённых к смертной казни и ожидающих исполнения приговора на территории штата Алабама.